# Пітер-Бот
Пітер-Бот — друга за висотою гора Маврикію висотою 820 метрів. Вона на 8 метрів нижча за Рив'єр-Нуар, найвищу гору на острові. Названа на честь Пітера Бота, першого Генерал-губернатора Голландської Ост-Індії. Є частиною гірського хребту Мока. На захід від гори знаходиться столиця Порт-Луї.
Прикметною особливістю гори є гігантське скельне утворення на вершині, схоже на людську голову.
На горі колись ріс вид пальм Hyophorbe amaricaulis, нині відомий як найрідкісніший вид пальм.
Перше сходження на гору відбулось 7 вересня 1832 року капітаном Ллойдом і лейтенантами Філліпотсом, Кеппелем і Тейлором.
Маршрут на гору доволі складний, підйом триває більше години. Гора є фактично скелею, тому для підйому необхідні навички скремблінгу. Валун на вершині має близько дев'яти метрів в діаметрі. До нього прикріплені залізні скоби і трос. Вершина пласка, біля двох метрів в діаметрі.
Гора вважається одним із національних символів Маврикію.

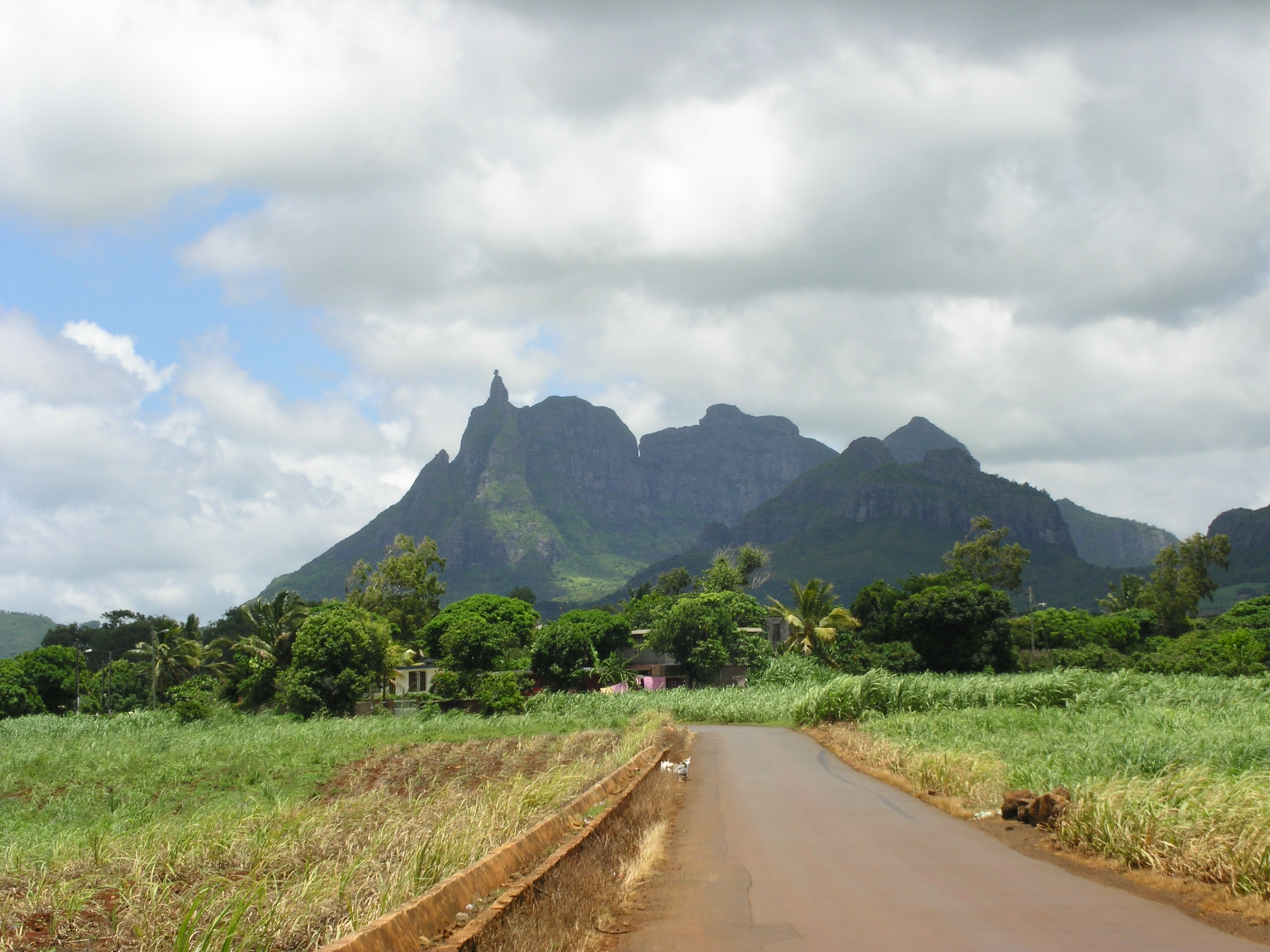
Вид на гору Пітер-Бот з півночі

## Легенди
Навколо гори і особливо навколо кулястої скелі на її вершині є чимало легенд.
- Вважається. що поки кулястий камінь залишається на вершині гори, на Маврикії все буде добре.
- До проголошення незалежності в 1968 році вважалося, що британський уряд не надасть острову незалежності, допоки камінь не впаде.
- Молочник на ім'я Сантака з сусіднього села Крев-Кьор одного разу побачив фей, що танцювали на горі. Він пообіцяв тримати секрет, і  почав приносити на гору молоко і спостерігати за феями. Однак коли його друзі, побачивши зміни в поведінці хлопця, спитали його, він порушив обітницю і розповів їм про фей. Тоді феї перетворили його на кмінь і посадили на вершину гори.